# Duga (film)
Pour les articles homonymes, voir Duga.
Pour plus de détails, voir Fiche technique et Distribution.
Duga (Les Charognards) est un film burkinabè réalisé par Abdoulaye Dao et Hervé Eric Lengani.
Ce film est présenté en février 2019 au Festival panafricain du cinéma et de la télévision de Ouagadougou (FESPACO) où il reçoit le prix Signis et le prix de l'UEMOA.

## Fiche technique
- Titre original : Duga[2]
- Titre français : Les Charognards
- Année de production : 2018
- Scénario :Guy Désiré Yaméogo
- Pays d'origine :  Burkina Faso
- Langues originales : Bambara, français et mooré
- Durée : 92 minutes
- Réalisation : Abdoulaye Dao et Hervé Eric Lengani
- Production : Déclic plus
- Coproduction : Imagi’Nation et le Fonds national burkinabè d’aide au cinéma.
- Producteur délégué : Moustapha Sawadogo
- Distribution :Sudu Connexion (France)[3]
- Directeur de production : Moussa Roamba
- Assistante de production : Stella Nzang

## Équipe technique
- Assistants-réalisateurs : Boureima Nikiéma, Narcisse Sawadogo, Césaire Nebyinga Kafando
- Image : Paul Djibila, Alidou Badini, Hyacinthe Combary
- Son : Gael Simard, Isidore Sam Lallé
- Monteurs : Bède Modeste Ganafé Mofédog-na et Jean Constant Kaboré
- Compositeur de la Musique Originale : Kanzaï
- Chef Décorateur : Malick Boro
- Script-boy : Alphonse Kodini
- Chef Electro : Séverin Kabré
- Chef costumier : Adama Lengani

## Distinctions
- FESPACO 2019 : Prix SIGNIS, prix de l'UEMOA
- Prix du Public - Festival des cinémas d'Afrique d'Angers 2019
- Grand Prix Épervier d'Or - FIFIVIL 2019
- Mention spéciale à Abdoulaye Komboudri - Festival de Cinéma de la Diversité Taza 2019
- Prix du Meilleur Acteur d'Afrique de l'Ouest pour Abdoulaye Komboudri, Sotigui Awards, Burkina Faso, 2019[4].
- Prix du Meilleur film long métrage au Quibdó Africa Film Festival en Colombie 2020[5].